# Pierrefiche, Lozère
Pierrefiche är en kommun i departementet Lozère i regionen Occitanien i södra Frankrike. Kommunen ligger i kantonen Châteauneuf-de-Randon som tillhör arrondissementet Mende. År 2022 hade Pierrefiche 160 invånare.

## Befolkningsutveckling
Antalet invånare i kommunen Pierrefiche
| Referens: INSEE |